# Himilcón Fameas

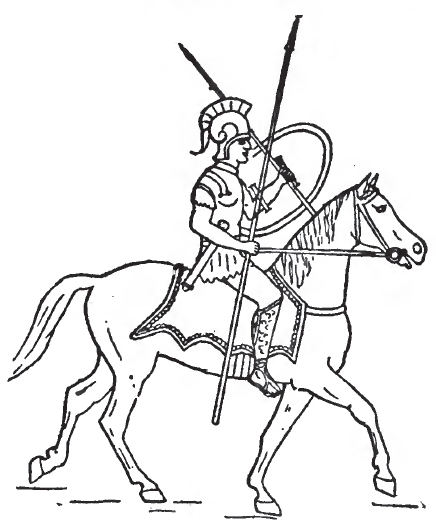
Jinete cartaginés.

Himilcón Fameas (siglo II a. C.) fue un militar cartaginés. 
Formaba parte del ejército de Aníbal Barca durante la segunda guerra púnica, y durante la tercera guerra púnica (149 - 146 a. C.) luchó como comandante de la caballería cartaginesa. Destacó de manera especial en el año 148 a. C., durante un combate en la última guerra entre las dos potencias enfrentadas por el control del Mar Mediterráneo.
Probablemente por la sensación de derrota de los cartagineses en el Sitio de Cartago, Himilcón Fameas se unió a los romanos junto a 2200 caballeros.
- Datos: Q3796632